# 충차압

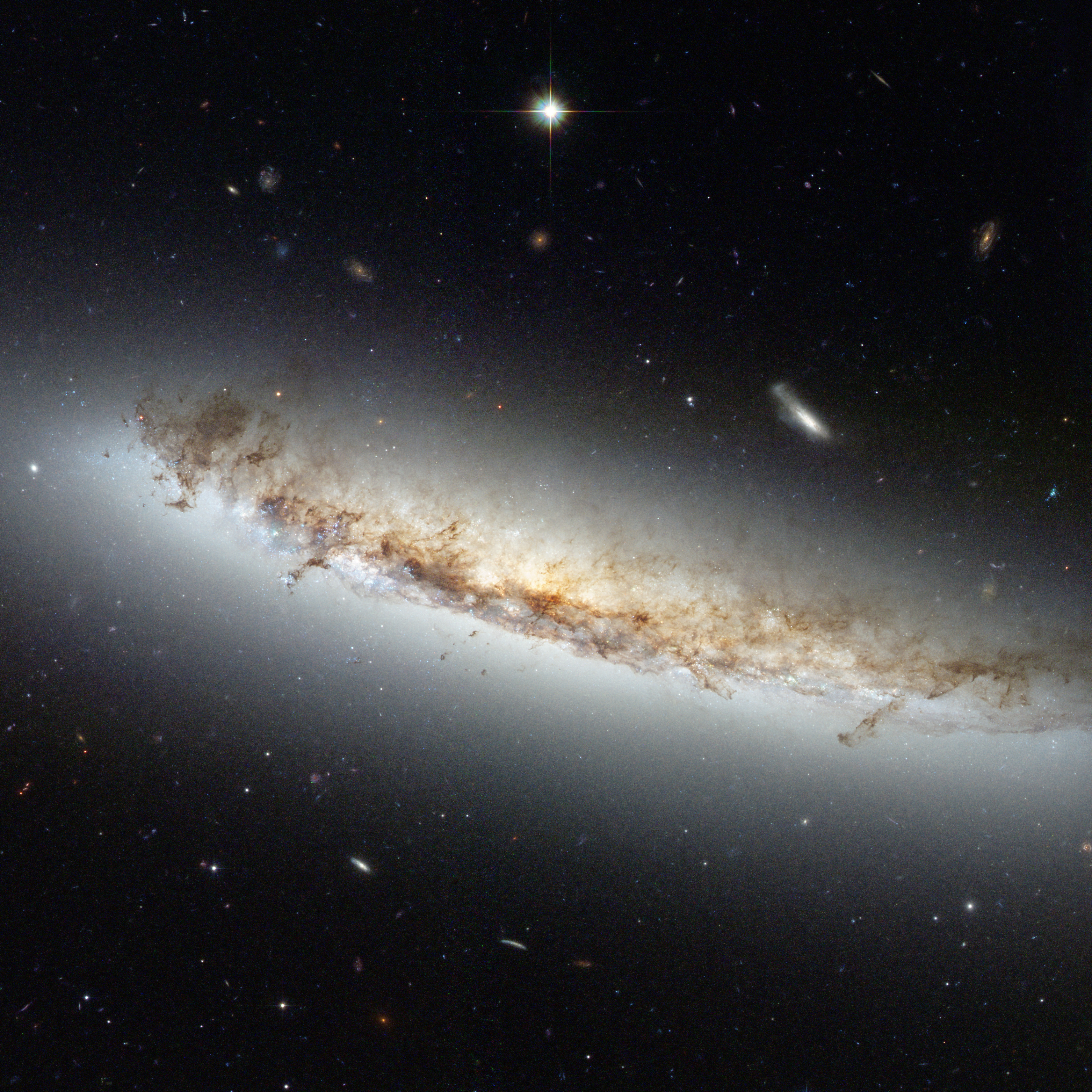
처녀자리 초은하단(왼쪽 아래)으로 끌려가는 NGC 4402 은하가 충차압으로 마멸되는 모습.

충차압(衝車壓, ram pressure)은 유체가 운동할 때 발생하는 압력 중 유체의 규칙적 운동에 의한 압력을 입자의 무작위 열운동 압력에 대비하여 일컫는 말이다. 충차압은 다음과 같은 텐서 형태로 주어진다.
{\displaystyle P_{\mathrm {ram} }=\rho u_{i}u_{j}}
이 때 {\displaystyle \rho }는 유체의 밀도, {\displaystyle u_{i},u_{j}}는 유체의 속도의 방향성분이다. 코시 변형력 텐서는 이 충차압과 등온열압의 합이다(점성이 없을 경우).
간단한 경우로, 상대속도가 표면에 수직하고 운동량이 완전히 전달된다고 가정하면 충차압은
{\displaystyle P_{\mathrm {ram} }=\rho u^{2}}
가 된다.

## 같이 보기
- 램 에어 터빈